# Reinhold Joest
Pour les articles homonymes, voir Joest.
Reinhold Joest (ou Reinhold Jöst), né le 24 avril 1937 à Abtsteinach (Hesse), est un ancien pilote automobile allemand et directeur d'écurie. Il a remporté les 24 Heures de Daytona mais est surtout connu pour avoir fondé Joest Racing en 1978.

## Palmarès[2]
- Vainqueur des 500 km d'Interlagos en 1972
- Vainqueur de la Course de côte Rossfeld - Berchtesgaden en 1973
- Vainqueur du Championnat d'Europe des voitures de sport en 1978
- Vainqueur des 9 Heures de Kyalami en 1979 et 1981
- Vainqueur du 24 Heures de Daytona en 1980
  - 2e des 24 Heures du Mans 1980
  - 3e des 24 Heures du Mans 1972
  - 3e des 24 Heures du Mans 1978
  - 4e des 24 Heures du Mans 1975
  - 6e des 24 Heures du Mans 1969
  - 9 participations aux 24 Heures du Mans entre 1969 et 1981